# Copa do Brasil de Futebol Feminino 2025
Der Wettbewerb um die Copa do Brasil de Futebol Feminino 2025 ist die elfte Austragung des nationalen Verbandspokals im Frauenfußball der Confederação Brasileira de Futebol (CBF) in Brasilien.
Zur Spielzeit 2017 wurde  der Pokalwettbewerb aus Gründen der Terminplanung abgesagt. Seither war er auch kein Bestandteil des Wettbewerbskalenders der CBF mehr, die sich dafür ganz auf den Spielbetrieb des nationalen Meisterschaftswettbewerbes und der Etablierung seines Ligasystems konzentrierte. Am 17. Januar 2025 gab die CBF die Rückkehr des Pokalwettbewerbes in den Kalender der Saison 2025 bekannt, der fortan parallel zur Meisterschaft ausgetragen werden soll.

## Modus
Der Wettbewerb wird im K.-o.-System ausgetragen. In einer Vorrunde treten zwei Klubs gegeneinander an, um einen Teilnehmer für die erste Runde zu ermittel. In dieser treten die Klubs der Série A3 zuzüglich dem Qualifikanten an. Die 16 Sieger ziehen in die zweite Runde ein, in der sie auf die Klubs der Série A2 treffen. Die Sieger der ziehen in die Schlussrunde ein, in der sie auf die 16 Klubs der Série A1 treffen. Die 16 Sieger dieser dritten Runde bestreiten den Pokal dann weiter im Turniermodus, startent mit dem Achtelfinale.
Die Treffen werden in allen Runden in einem Spiel ausgetragen. Bei einem Unentschieden nach der regulären Spielzeit entscheidend ein Elfmeterschießen über das Weiterkommen.

## Teilnehmende Vereine
Es nehmen alle 64 Klubs aus den drei Ligen Série A1 (16 Klubs), Série A2 (16 Klubs) und Série A3 (32 Klubs) 2025 teil. Hinzu kommt der Paraíso EC, welcher in der Rangliste des CBF den 47. Platz belegt. Dieser wird gegen den CE Juventude eine Vorrundenpaarung austragen, zwecks Ermittlung des Teilnehmers an der Finalrunde.
| Bundesstaat         | Verein                   | Qualifikation | Ergebnis |
| ------------------- | ------------------------ | ------------- | -------- |
| Acre                | Galvez EC                | Série A3      | 1. Runde |
| Alagoas             | UD Alagoana              | Série A3      | 1. Runde |
| Alagoas             | AE Guarani de Paripueira | Série A3      | 1. Runde |
| Amapá               | Ypiranga Clube           | Série A3      | 2. Runde |
| Amazonas            | Esportiva 3B             | Série A1      | 3. Runde |
| Amazonas            | Itacoatiara FC           | Série A2      | 2. Runde |
| Amazonas            | Manaus FC                | Série A3      | 3. Runde |
| Amazonas            | Recanto Interativo       | Série A3      | 1. Runde |
| Amazonas            | EC Tarumã                | Série A3      | 1. Runde |
| Bahia               | Alagoinhas AC            | Série A3      | 1. Runde |
| Bahia               | EC Bahia                 | Série A1      |          |
| Bahia               | Doce Mel EC              | Série A3      | 2. Runde |
| Bahia               | EC Vitória               | Série A2      |          |
| Ceará               | Ceará SC                 | Série A3      | 1. Runde |
| Ceará               | Fortaleza EC             | Série A2      | 3. Runde |
| Distrito Federal    | CRESSPOM                 | Série A3      | 1. Runde |
| Distrito Federal    | Minas Brasília TC        | Série A2      | 2. Runde |
| Distrito Federal    | Real Brasília FC         | Série A1      | 3. Runde |
| Espírito Santo      | Prosperidade FC          | Série A3      | 2. Runde |
| Goiás               | Vila Nova FC             | Série A3      | 1. Runde |
| Maranhão            | IAPE FC                  | Série A3      | 1. Runde |
| Mato Grosso         | Sociedade Ação Futebol   | Série A2      | 2. Runde |
| Mato Grosso         | Mixto EC                 | Série A2      | 3. Runde |
| Mato Grosso         | Operário FC (MT)         | Série A3      | 1. Runde |
| Mato Grosso do Sul  | Operário FC (MS)         | Série A3      | 3. Runde |
| Minas Gerais        | América Mineiro          | Série A2      |          |
| Minas Gerais        | Atlético Mineiro         | Série A2      |          |
| Minas Gerais        | Cruzeiro EC              | Série A1      | 3. Runde |
| Minas Gerais        | Itabirito FC             | Série A3      | 2. Runde |
| Pará                | Paysandu SC              | Série A2      | 2. Runde |
| Pará                | Clube do Remo            | Série A2      | 2. Runde |
| Pará                | Tuna Luso                | Série A3      | 2. Runde |
| Paraíba             | Mixto EC                 | Série A3      | 1. Runde |
| Paraná              | Coritiba FC              | Série A3      | 3. Runde |
| Paraná              | Toledo EC                | Série A3      | 1. Runde |
| Pernambuco          | Ipojuca AC               | Série A3      | 2. Runde |
| Pernambuco          | Sport Recife             | Série A1      |          |
| Piauí               | Atlético Piauiense       | Série A3      |          |
| Rio de Janeiro      | Botafogo FR              | Série A2      | 3. Runde |
| Rio de Janeiro      | CR Flamengo              | Série A1      |          |
| Rio de Janeiro      | Fluminense FC            | Série A1      |          |
| Rio de Janeiro      | AF Pérolas Negras        | Série A3      | 2. Runde |
| Rio de Janeiro      | CR Vasco da Gama         | Série A2      | 3. Runde |
| Rio Grande do Norte | SE União                 | Série A3      | 1. Runde |
| Rio Grande do Sul   | SERC Brasil              | Série A3      | 3. Runde |
| Rio Grande do Sul   | Grêmio FBPA              | Série A1      | 3. Runde |
| Rio Grande do Sul   | SC Internacional         | Série A1      |          |
| Rio Grande do Sul   | EC Juventude             | Série A1      |          |
| Rondônia            | Rolim de Moura EC        | Série A3      | 2. Runde |
| Roraima             | Atlético Rio Negro       | Série A3      | 2. Runde |
| Roraima             | São Raimundo EC          | Série A3      | 1. Runde |
| Santa Catarina      | Avaí/Kindermann          | Série A2      | 3. Runde |
| Santa Catarina      | Criciúma EC              | Série A3      | 1. Runde |
| São Paulo           | Red Bull Bragantino      | Série A1      |          |
| São Paulo           | SC Corinthians           | Série A1      |          |
| São Paulo           | Ferroviária              | Série A1      |          |
| São Paulo           | AE Realidade Jovem       | Série A3      |          |
| São Paulo           | SE Palmeiras             | Série A1      |          |
| São Paulo           | Pinda SC                 | Série A3      | 3. Runde |
| São Paulo           | FC Santos                | Série A2      | 3. Runde |
| São Paulo           | São José EC              | Série A2      | 3. Runde |
| São Paulo           | FC São Paulo             | Série A1      |          |
| São Paulo           | AD Taubaté               | Série A2      | 2. Runde |
| Sergipe             | CE Juventude             | Série A3      | 2. Runde |
| Tocantins           | Paraíso EC               | CBF-Rangliste | Vorrunde |

## Erste Runde
Die Paarungen und das Heimrecht werden ausgelost.

### Qualifikation
| Datum  |              | Ergebnis        |            | Stadion                            |
| ------ | ------------ | --------------- | ---------- | ---------------------------------- |
| 21.05. | CE Juventude | 0:0 (4:3 i. E.) | Paraíso EC | Estádio Estadual Lourival Baptista |

### Qualifizierung erste Runde
Die Zahl in Klammern stellt den Platz in der Rangliste des CBF dar. Die Auslosung der Paarungen der ersten Runde fand am 9. Mai 2025 statt.
| Ceará SC (22)           | Coritiba FC (61)             |
| UD Alagoana (24)        | SE União (62)                |
| CRESSPOM (28)           | AE Realidade Jovem (65)      |
| Doce Mel EC (38)        | AF Pérolas Negras (84)       |
| Vila Nova FC (40)       | Operário-MT (104)            |
| Recanto Interativo (43) | Itabirito FC (-)             |
| Toledo EC (44)          | Manaus FC (-)                |
| Ypiranga Clube (48)     | Alagoinhas AC (-)            |
| Operário-MS (49)        | Tuna Luso (-)                |
| SERC Brasil (51)        | Ipojuca AC (-)               |
| Criciúma EC (52)        | AE Guarani de Paripueira (-) |
| São Raimundo EC (52)    | Rolim de Moura EC (-)        |
| Pinda SC (54)           | Atlético Piauiense (-)       |
| IAPE FC (57)            | Galvez EC (-)                |
| Mixto-PB (58)           | Prosperidade FC (-)          |
| EC Tarumã (58)          | CE Juventude (-)             |

### Spiele erste Runde
| Datum  |                    | Ergebnis              |                          | Stadion                                  |
| ------ | ------------------ | --------------------- | ------------------------ | ---------------------------------------- |
| 28.05. | Ipojuca AC         | 0:0 (5:4 i. E.)       | Alagoinhas AC            | Estádio Antônio Dourado                  |
| 28.05. | Toledo EC          | 1:3 (1:2)             | SERC Brasil              | Estádio 14 de Dezembro                   |
| 28.05. | Pinda SC           | 3:1 (1:1)             | São Raimundo EC          | Estádio Dr. Antônio Pinheiro Júnior      |
| 28.05. | AE Realidade Jovem | 5:0 (3:0)             | Recanto Interativo       | tádio João Mendes Athayde                |
| 28.05. | Ceará SC           | 1:1 (0:1) (1:3 i. E.) | Rolim de Moura EC        | Centro de Treinamento Luis Campos        |
| 28.05. | Operário-MT        | 0:1 (0:0)             | Prosperidade FC          | Estádio Eurico Gaspar Dutra              |
| 28.05. | Mixto-PB           | 0:1 (0:0)             | Operário-MS              | Estádio José Américo de Almeida Filho    |
| 28.05. | Vila Nova FC       | 1:2 (1:1)             | Atlético Piauiense       | Estádio Olímpico Pedro Ludovico Teixeira |
| 28.05. | Doce Mel EC        | 4:1 (1:1)             | IAPE FC                  | Estádio Waldomiro Borges                 |
| 28.05. | Ypiranga Clube     | 2:0 (1:0)             | Galvez EC                | Estádio Municipal Glicério Marques       |
| 28.05. | UD Alagoana        | 0:0 (4:5 i. E.)       | Coritiba FC              | Estádio Rei Pelé                         |
| 28.05. | Manaus FC          | 4:3 (3:2)             | AE Guarani de Paripueira | Estádio Ismael Benign                    |
| 28.05. | EC Tarumã          | 1:2 (0:0)             | CE Juventude             | Estádio Municipal Carlos Zamith          |
| 29.05. | Tuna Luso          | 1:1 (0:1) (4:2 i. E.) | CRESSPOM                 | Estádio Francisco Vasques                |
| 29.05. | Itabirito FC       | 5:1 (1:0)             | SE União                 | Estádio Municipal Castor Cifuentes       |
| 29.05. | Criciúma EC        | 1:2 (0:2)             | AF Pérolas Negras        | Estádio Heriberto Hülse                  |

## Zweite Runde
Die Paarungen und das Heimrecht wurden am 2. Juni ausgelost.

### Qualifizierung zweite Runde
Die Zahl in Klammern stellt den Platz in der Rangliste des CBF dar.
| FC Santos (6)          | SERC Brasil (51)            |
| Avaí/Kindermann (10)   | Pinda SC (54)               |
| Atlético Mineiro (12)  | Coritiba FC (61)            |
| Botafogo FR (15)       | AE Realidade Jovem (65)     |
| São José EC (18)       | Paysandu SC (66)            |
| Minas Brasília TC (20) | Sociedade Ação Futebol (69) |
| Fortaleza EC (21)      | Atlético Rio Negro (70)     |
| Itacoatiara FC (25)    | AF Pérolas Negras (84)      |
| Mixto EC (30)          | Atlético Piauiense (-)      |
| CR Vasco da Gama (31)  | Ipojuca AC (-)              |
| AD Taubaté (32)        | Itabirito FC (-)            |
| Clube do Remo (35)     | CE Juventude (-)            |
| Doce Mel EC (38)       | Manaus FC (-)               |
| EC Vitória (45)        | Prosperidade FC (-)         |
| Ypiranga Clube (48)    | Rolim de Moura EC (-)       |
| Operário FC (49)       | Tuna Luso Brasileira (-)    |

### Spiele zweite Runde
| Datum  |                    | Ergebnis              |                        | Stadion                     |
| ------ | ------------------ | --------------------- | ---------------------- | --------------------------- |
| 10.06. | Doce Mel EC        | 2:3 (0:1)             | Pinda SC               | Waldomirão                  |
| 11.06. | Itabirito FC       | 0:1 (0:0)             | EC Vitória             | Castor Cifuentes            |
| 11.06. | Atlético Mineiro   | 4:0 (0:0)             | Paysandu SC            | Arena Gregorão              |
| 11.06. | São José EC        | 2:2 (2:0) (4:2 i. E.) | Ypiranga Clube         | Centro Poliesportivo        |
| 11.06. | Coritiba FC        | 2:1 (2:0)             | Rolim de Moura EC      | Couto Pereira               |
| 11.06. | CR Vasco da Gama   | 2:1 (1:1)             | Minas Brasília TC      | Estádio Nivaldo Pereira     |
| 11.06. | Atlético Piauiense | 2:0 (1:0)             | Sociedade Ação Futebol | Albertão                    |
| 11.06. | Botafogo FR        | 1:1 (0:0) (4:3 i. E.) | Tuna Luso Brasileira   | Engenhão                    |
| 11.06. | AD Taubaté         | 0:2 (0:1)             | Avaí/Kindermann        | Joaquinzão                  |
| 11.06. | AE Realidade Jovem | 1:0 (1:0)             | Atlético Rio Negro     | Estádio João Mendes Athayde |
| 11.06. | Prosperidade FC    | 1:1 (1:0) (3:4 i. E.) | Mixto EC               | Municipal Almiro Ofranti    |
| 11.06. | Manaus FC          | 2:2 (1:2) (6:5 i. E.) | Ipojuca AC             | Estádio Ismael Benigno      |
| 11.06. | FC Santos          | 3:0 (2:0)             | AF Pérolas Negras      | Estádio Urbano Caldeira     |
| 11.06. | Clube do Remo      | 1:1 (1:1) (2:4 i. E.) | Operário FC            | Mangueirão                  |
| 11.06. | SERC Brasil        | 1:1 (1:0) (3:2 i. E.) | Itacoatiara FC         | Estádio das Castanheiras    |
| 11.06. | CE Juventude       | 2:4 (1:3)             | Fortaleza EC           | Arena Batistão              |

## Dritte Runde
Die Paarungen und das Heimrecht wurden ausgelost.

### Qualifizierung dritte Runde
Die Zahl in Klammern stellt den Platz in der Rangliste des CBF dar.
| SC Corinthians (1)       | América Mineiro (17)    |
| Ferroviária (2)          | São José EC (18)        |
| FC São Paulo (3)         | Fortaleza EC (21)       |
| SE Palmeiras (4)         | Sport Recife (27)       |
| SC Internacional (5)     | Esportiva 3B (29)       |
| FC Santos (6)            | Mixto EC (30)           |
| Grêmio FBPA (7)          | CR Vasco da Gama (31)   |
| CR Flamengo (8)          | EC Juventude (34)       |
| Cruzeiro EC (9)          | EC Vitória (45)         |
| Avaí/Kindermann (10)     | Operário FC (49)        |
| Real Brasília FC (11)    | SERC Brasil (51)        |
| Atlético Mineiro (12)    | Pinda SC (54)           |
| Red Bull Bragantino (13) | Coritiba FC (61)        |
| EC Bahia (14)            | AE Realidade Jovem (65) |
| Botafogo FR (15)         | Atlético Piauiense (-)  |
| Fluminense FC (16)       | Manaus FC (-)           |

### Spiele dritte Runde
| Datum  |                     | Ergebnis              |                    | Stadion                                  |
| ------ | ------------------- | --------------------- | ------------------ | ---------------------------------------- |
| 05.08. | Sport Recife        | 10:0 (5:0)            | Manaus FC          | Estádio Ilha do Retiro                   |
| 05.08. | Atlético Piauiense  | 3:0 (2:0)             | São José EC        | Albertão                                 |
| 05.08. | Red Bull Bragantino | 2:1 (1:0)             | Botafogo FR        | Estádio Gabriel Marques da Silva         |
| 05.08. | EC Juventude        | 2:2 (2:1) (4:2 i. E.) | Fortaleza EC       | Estádio Alfredo Jaconi                   |
| 06.08. | Real Brasília FC    | 0:2 (0:0)             | Atlético Mineiro   | Estádio Walmir Campelo Bezerra           |
| 06.08. | Pinda SC            | 1:1 (0:0) (4:2 i. E.) | AE Realidade Jovem | Estádio Dr. Antônio Pinheiro Junior      |
| 06.08. | EC Bahia            | 1:0 (0:0)             | Grêmio FBPA        | Estádio Alberto Oliveira                 |
| 06.08. | CR Flamengo         | 6:0 (2:0)             | Operário FC        | Estádio Luso-Brasileiro                  |
| 06.08. | Avaí/Kindermann     | 0:4 (0:2)             | SE Palmeiras       | Estádio Salézio Kindermann               |
| 06.08. | Coritiba FC         | 1:5 (0:3)             | Ferroviária        | Estádio Major Antônio Couto Pereira      |
| 06.08. | CR Vasco da Gama    | 1:3 (0:2)             | FC São Paulo       | Estádio São Januário                     |
| 06.08. | SC Internacional    | 3:1 (2:0)             | Esportiva 3B       | Estádio Francisco Novelletto Neto        |
| 06.08. | Cruzeiro EC         | 1:1 (1:1) (2:4 i. E.) | SC Corinthians     | Estádio Municipal Castor Cifuentes       |
| 07.08. | Mixto EC            | 1:3 (1:1)             | EC Vitória         | Estádio Eurico Gaspar Dutra              |
| 07.08. | América Mineiro     | 1:0 (0:0)             | FC Santos          | Estádio Independência                    |
| 07.08. | Fluminense FC       | 3:0 (3:0)             | SERC Brasil        | Estádio Proletário Guilherme da Silveira |

## Achtelfinale
Die Achtelfinalspiele sollen ab dem 17. September stattfinden. Die Entscheidungen werden in einem Spiel ermittelt. Die Paarungen und das Heimrecht wurden am 12. August ausgelost.
Qualifizierte Mannschaften aus der dritten Runde sortiert nach Ligazugehörigkeit und CBF-Ranking:
| Série A1                 | Série A2              | Série A3                |
| ------------------------ | --------------------- | ----------------------- |
| SC Corinthians (1)       | Atlético Mineiro (12) | AE Realidade Jovem (65) |
| Ferroviária (2)          | América Mineiro (17)  | Atlético Piauiense (-)  |
| FC São Paulo (3)         | EC Vitória (45)       |                         |
| SE Palmeiras (4)         |                       |                         |
| SC Internacional (5)     |                       |                         |
| CR Flamengo (8)          |                       |                         |
| Red Bull Bragantino (13) |                       |                         |
| EC Bahia (14)            |                       |                         |
| Fluminense FC (16)       |                       |                         |
| Sport Recife (27)        |                       |                         |
| EC Juventude (34)        |                       |                         |

| Datum  |                     | Ergebnis |                    | Stadion |
| ------ | ------------------- | -------- | ------------------ | ------- |
| 17.09. | EC Bahia            |          | Atlético Mineiro   | vakant  |
| 17.09. | SC Internacional    |          | Fluminense FC      | vakant  |
| 17.09. | SC Corinthians      |          | EC Juventude       | vakant  |
| 17.09. | Red Bull Bragantino |          | Atlético Piauiense | vakant  |
| 17.09. | SE Palmeiras        |          | América Mineiro    | vakant  |
| 17.09. | Sport Recife        |          | AE Realidade Jovem | vakant  |
| 17.09. | FC São Paulo        |          | CR Flamengo        | vakant  |
| 17.09. | Ferroviária         |          | EC Vitória         | vakant  |

## Prämien
Der CBF hat nachstehende Prämien für die Teilnahme an der jeweiligen Stufe ausgelobt, plus eine Extraprämie für den Zweit- und Erstplatzierten.
- 1. Runde: 25.000 Real
- 2. Runde: 35.000 Real
- 3. Runde: 40.000 Real
- Achtelfinale: 50.000 Real
- Viertelfinale: 60.000 Real
- Halbfinale: 70.000 Real
- Finale: 100.000 Real
- Zweitplatzierter: 500.000 Real
- Sieger: 1 Million Real